# یوهانس وترمن
یوهانس وترمن (انگلیسی: Johannes Weertman; ۱۱ مهٔ ۱۹۲۵ – ۱۳ اکتبر ۲۰۱۸) استاد دانشگاه اهل ایالات متحده آمریکا بود.
وی همچنین برندهٔ جوایزی همچون کمک‌هزینه گوگنهایم و برنامه فولبرایت شده‌است.